# Campionati europei di canottaggio 1896
I Campionati europei di canottaggio 1896 si disputarono a Ginevra (Svizzera) e furono la IV edizione dei Campionati europei di canottaggio.

## Programma
Le quattro gare si svolsero nella giornata del 6 settembre 1896.
6 settembre
- 14:30: Coppa della Francia (Quattro con, 2000 m)
- 15:30: Coppa del Belgio (Singolo, 2000 m)
- 16:30: Coppa dell'Adriatico (Due con, 2000 m)
- 17:30: Coppa d'Italia (Otto, 2000 m)

## Podi
| Gara        | Oro                                                                                       | Oro    | Argento | Argento | Bronzo | Bronzo |
| ----------- | ----------------------------------------------------------------------------------------- | ------ | --- | ------- | --- | ------ |
| Singolo     | Svizzera Ben Longchamp                                                                    | n.d.   | Italia Vittorio Leone | n.d.    | Austria-Ungheria Jaroslav Langhaus | n.d.   |
| Due con     | Belgio Marcel Nisol Edmond Delaet n.d. (tim.)                                             | 9'40"  | Francia Demare Jamen n.d. (tim.) | 9'49"2  | Italia Cino Ceni Giuseppe Belli G. Pucci (tim.) | 10'49" |
| Quattro con | Francia Delfieu-Boudou Mallet Pentoux Fayet n.d. (tim.)                                   | 8'33"2 | Belgio Francois Goosens Francois Jansen Léopold de Bloe Georges Boisson n.d. (tim.)                                                                         | 8'46"   | Italia Ezio Carlesi Silvio Saettini Alberto Bertolani Attilio Balena Gragnani (tim.)                                                                 | n.d.   |
| Otto        | Francia Laurent Lelarge Joseph Guillon Dachin Mérat A. Descotes Lyuten Petavy n.d. (tim.) | 7'52"  | Belgio Louis Choisy Gustave Brandes Octave Schepens Léonce Roëls Henri de Keyser Isidore Devriendt Prosper Bruggeman Victor de Bisschop Jean Dewitte (tim.) | 8'0"8   | Italia Arturo Masciadri Giuseppe De Col Italo Bernasconi Antonio Bianchi Tommaso Padovani Miro Masciadri Arnaldo Padovani Luigi Riva G. Pucci (tim.) | 8'10"8 |

## Medagliere
| Pos.   | Nazione          |   |   |   | Totale |
| ------ | ---------------- | - | - | - | ------ |
| 1      | Francia          | 2 | 1 | 0 | 3      |
| 2      | Belgio           | 1 | 2 | 0 | 3      |
| 3      | Svizzera         | 1 | 0 | 0 | 1      |
| 4      | Italia           | 0 | 1 | 3 | 4      |
| 5      | Austria-Ungheria | 0 | 0 | 1 | 1      |
| Totale | Totale           | 4 | 4 | 4 | 12     |